# Brusselse gewestverkiezingen 2014/Kandidatenlijst/PTB-PVDA-GO!
Dit is de kandidatenlijst van PTB-PVDA-GO! voor de Brusselse gewestverkiezingen van 2014. De verkozenen staan vetgedrukt.

## Effectieven
1. Michaël Verbauwhede
2. Mathilde El Bakri
3. Youssef Handichi
4. Claire Geraets
5. Dirk De Block
6. Yasmina Ben Hammou
7. Roland Nyns
8. Pauline Forges
9. Mourad El Hassouni
10. Hind Riad
11. Lotfi Ben Amar Hlimi
12. Maria Uribe
13. Charlie Le Paige
14. Khalid Talbi
15. Joke Callewaert
16. Gérard Mugemangango
17. Marie Schmit
18. Karim Ben Aissa
19. Vinciane Convens
20. Simon De Beer
21. Marilyse Broers
22. Pierre Obolensky
23. Mia Heyvaert
24. Serge Alvarez-Fernandez
25. Bruno Bauwens
26. Abdelkader Fadli
27. Laurence Chin
28. Olivier Fellemans
29. Leïla Lahssaini
30. Mara De Belder
31. Mohamed El Bouazzati
32. Aurélie Meunier
33. Sabri Bal
34. Thierry Goetghebeur
35. Katia Devroe
36. Youssef Hammouti
37. Patricia Palanco Palacio
38. Xavier Coppens
39. Elisa Sacco
40. Arne Nouwen
41. Sheena Piret
42. Robert De Keuster
43. Charlotte Fichefet
44. Daniel Zamora Vargas
45. Christelle Behets
46. Martine De Neef
47. Chloé Van Der Stichelen
48. Thierry Maton
49. Fatou Diakhaby
50. Philippe Dupriez
51. Marie-Jeanne Peetermans
52. Christian Palmero
53. Andrée De Pauw
54. Charles Benedi
55. Nicole Jublou
56. Guy Van Sinoy
57. Elisa Groppi
58. Laurent Kumba
59. Latifa Mahjoub
60. Luc Vancauwenberge
61. Maria McGavican
62. Caroline De Bock
63. Bahrija Mocevic
64. Roland Lossie
65. Luc Mertens
66. Michèle Denhaen
67. Xavier Desmit
68. Danaé Michaux Maimone
69. Basile Vanderstock
70. Adolphine Tshibola Kalombo
71. Leen Vermeulen
72. Axel Bernard

## Opvolgers
1. Françoise De Smedt
2. Joaquim Da Fonseca
3. Benjamin Devos
4. Alicia Schmit
5. Quentin Vanbaelen
6. Alice Verlinden
7. Louise Gotovitch
8. Inocencia Tutanes
9. Lise Ottinger
10. Aicha Ghilassi
11. Azzdine Sallah
12. Esteban Rozenwajn
13. Thierry Pierret
14. Elisabeth Mertens
15. Paul Marcus
16. Maxime Vancauwenberge